# FREEDOM-PROJECT
FREEDOM-PROJECT（自由計劃）是日清食品的合味道杯麵與漫畫家大友克洋合作的宣傳計劃，主要製作電視廣告、OVA及輕小說等。

## 概要
本計劃的世界舞台是以日清食品的合味道杯麵與大友克洋的「FREEDOM：自由」為主題，拍攝全10支的廣告系列，並製作全6集+1集後續篇的OVA動畫。動畫會先在Yahoo!動畫上作網上播放，其後會以標題「FREEDOM」作DVD發售。。
- 口號：「FREEDOM 抓緊自由。」
- 動畫制作：日昇動畫
- 音樂：宇多田光

- 廣告第1輯～第4輯／OVA1・2・3主題曲「This Is Love」
- 廣告第5輯～第8輯／「Kiss & Cry」
- 廣告第9輯～第10輯／「FREEDOM」

## 故事
以人類移居月球的23世紀為舞台。傳言地球已經滅亡，在稱為「科學技術研究的自由」與「往地球出國的自由」都被奪走的伊甸（EDEN）的月球共和國上，描寫少年們追求真正自由的故事。

## 登場人物
武：浪川大輔
身高170cm　15歳
日裔父母所生的第三代月球移民，非常喜歡杯麵。是個做事不理智的熱血漢，但對女性很不在行。對去地球很有興趣，某事件成為契機，決心前往地球。
和馬：森久保祥太郎
身高175cm　15歳
武的朋友，沉著冷靜。有一個名叫千代的妹妹。雖然對前往地球沒有太大興趣，但他仍積極參與武的計劃。
比斯：山口勝平
身高160cm　15歳
本名為比斯馬爾克，是武和和馬的好友，性格羞怯。雖說操控「Vehicle」不太好，但在機械上他是一位專家。
Junk屋的大叔：松本大
Vehicle專門店「Moonraker」的老闆，免費借車庫給武他們的一位大叔。
泰那：桐本琢也
身長171cm　15歳
帶領纏繞著武的Vehicle隊伍「Moon shine」的隊長。確信地球已經滅亡，常侮辱武。
亞蘭：加藤精三
負責伊甸計劃DOM區的管理者，是一位知識淵博的老人。他對伊甸內部情況相當了解，亦協助武他們前往地球。
相片中的少女：小林沙苗
武在做義工時拾到的照片中的少女，照片中像是地球「佛羅里達」的地方。武對這位少女一見鍾情，決定要以前往地球遇見她為目標。

## 伊甸（EDEN）的歷史
- 1969年 阿波羅11號登陸月球。
- 2035年 FREEDOM project開始。
- 2041年 宇宙Station FREEPORT完成。月面都市『FREEWAY』開始建造。
- 2048年 FIRSTBASE完成。
- 2052年 DOME1之下的地下都市完成。
- 2063年 DOME1完成。DOME2着手建造。
- 2069年 隨人口的增加而建設地下水道，將水從地下水脈引進。
- 2081年 月面都市擴拡張。
- 2101年 被稱為『大厄災』之年。宇宙Station FREEPORT於地球降落，月球與地球的交流斷絕。地球的自然環境急劇惡化，天然資源的紛爭引發內戰。
- 2102年 運營局提議月球作為人類最後的都市。
- 2104年 運營局進行FREEWAY的完全自治宣言。EDEN共和國宣言。
- 2105年 EDEN完全封鎖。地球文明崩壞。
- 2109年 EDEN解除鎖國政策，從此以後堵塞的時代繼續。
- 2267年 現在。

## 計劃時間表
- 2006年
  - 4月10日 - 官方網站開啟。正式開始倒計時開始倒數。雜誌及室外廣告開始。
  - 4月13日 - 廣告預告篇「宣言篇」播放。在室外和網上的線畫廣告換成上了色的插畫。
  - 4月18日 - 官方網站在內預告FREEDOM網站於4月25日正式開始。
  - 4月25日 - FREEDOM-PROJECT正式開始。廣告第1輯「登場篇」播放 。
  - 7月6日 - 發表製作OVA及「FREEDOM 1」DVD於10月27日發售。（其後延期發售）
  - 7月26日 - 廣告第2輯「訊息篇」播放。
  - 9月18日~9月24日 - 於Yahoo!動畫公開「FREEDOM特別版 先行特別試映版」。
  - 10月27日 - 「FREEDOM previsited」DVD發售。廣告第3輯「各人的自由篇」播放 。
  - 11月17日~11月20日 - 於Yahoo!動畫72時小時限時公開「FREEDOM 1」。
  - 11月24日 - 「FREEDOM 1」DVD發售。

- 2007年 
  - 1月1日 - 廣告第4輯「真正的地球篇」播放。
  - 2月16日~2月19日 - 於Yahoo!動畫72時小時限時公開「FREEDOM 2」。
  - 2月23日 -「FREEDOM 2」DVD發售 。
  - 4月20日 - 廣告第5輯「別離篇」播放。
  - 4月20日~4月23日 - 於Yahoo!動畫72時小時限時公開「FREEDOM 3」。
  - 4月25日 -「FREEDOM 3」DVD發售 。
  - 5月24日 - 輕小說作品「FREEDOM フットマークデイズ」發售 。
  - 6月24日-Animax播放「伊甸篇」的「FREEDOM 1」～「FREEDOM 3」
  - 6月26日-發售「FREEDOM 1」的HD DVD（北美版）
  - 7月20日-CM第6輯「初始地球篇」播放
  - 7月20日~7月23日 - 於Yahoo!動畫72時小時限時公開「FREEDOM 4」。
  - 7月27日-「FREEDOM 4」DVD發售
  - 10月尾~ - 於Yahoo!動畫72時小時限時公開「FREEDOM 5」。

## OVA系列「FREEDOM」

### 製作人員
- 企劃・原案：高松聰
- 監督：森田修平
- 系列構成：佐藤大・千葉克彥
- 人物及機械設計：大友克洋
- 人物設計：桟敷大祐・入江篤
- 機械設計：末武康光
- 世界觀設定：渡部隆・曾野由大・青木智由紀
- CGI監督：佐藤廣大
- 音樂：池頼廣

## 外部連結
- （日語）FREEDOM-PROJECT日本官方網站（页面存档备份，存于）
- （英文）FREEDOM-PROJECT美國官方網站
- （日語）日本合味道官方網站（页面存档备份，存于）
- （日語）Yahoo!日本動畫 - FREEDOM